# Olga Šikovec
Olga Šikovec po mężu Luncer (ur. 17 stycznia 1933 w Trbovljach, zm. 4 kwietnia 2023) – chorwacka lekkoatletka pochodzenia słoweńskiego, sprinterka. W czasie swojej kariery reprezentowała Jugosławię.
Na mistrzostwach Europy w 1958 w Sztokholmie odpadła w eliminacjach biegu na 100 metrów i półfinale biegu na 200 metrów. Odpadła w ćwierćfinale biegu na 100 metrów i eliminacjach biegu na 200 metrów na igrzyskach olimpijskich w 1960 w Rzymie. Zajęła 4. miejsce w sztafecie 4 × 100 metrów oraz odpadła w półfinale biegu na 200 metrów na mistrzostwach Europy w 1962 w Belgradzie.
Zdobyła srebrny medal na pierwszych europejskich igrzyskach halowych w 1966 w Dortmundzie w sztafecie 4 × 1 okrążenie (sztafeta Jugosławii biegła w składzie Ljiljana Petnjarić, Marijana Lubej, Jelisaveta Đanić i Šikovec).
Zwyciężyła w mistrzostwach krajów bałkańskich w biegu na 100 metrów w 1961 i 1962, w biegu na 200 metrów w 1960, 1962 i 1963 oraz w sztafecie 4 × 100 metrów w 1959, 1960, 1962, 1964 i 1965. Zdobyła na tych mistrzostwach również 10 srebrnych i 5 brązowych medali. Zdobyła brązowy medal w biegu na 100 metrów na akademickich mistrzostwach świata (UIE) w 1959. 
Šikovec była mistrzynią Jugosławii w biegach na 100 metrów i na 200 metrów w 1960, 1961 i 1963.
Czterokrotnie poprawiała rekord Jugosławii w biegu na 100 metrów do czasu 11,7 s uzyskanego 30 lipca 1961 w Celje, sześciokrotnie w biegu na 200 metrów do wyniku 24,2 s osiągniętego 9 lipca 1961 w Zagrzebiu oraz czterokrotnie w sztafecie 4 × 100 metrów do rezultatu 46,4 s uzyskanego 16 września 1962 w Belgradzie.